# Good Times (film)
Good Times is een Amerikaanse muziekfilm uit 1967 en was het regiedebuut van William Friedkin.

## Verhaal
Wanneer Sonny een filmrol krijgt aangeboden, overlegt hij met Cher of hij die moet aannemen. Het verhaal blijkt erg slecht te zijn en Sonny moet een beter scenario bedenken. Hij gaat ogenblikkelijk aan de slag met zijn grote fantasie.

## Rolverdeling
| Acteur         | Personage                                          |
| -------------- | -------------------------------------------------- |
| Sonny Bono     | Sonny                                              |
| Cher           | Cher                                               |
| George Sanders | Mordicus / Knife McBlade / White Hunter / Zarubian |
| Norman Alden   | Warren                                             |
| Larry Duran    | Smith                                              |
| Kelly Thordsen | Tough Hombre                                       |
| Lennie Weinrib | Leslie Garth                                       |
| Peter Robbins  | Brandon                                            |